# أغلايا براسية
أغلايا براسية (الاسم العلمي:Aglaia brassii) هي نوع من النباتات تتبع جنس الأغلايا من الفصيلة الأزدرختية.